# Andrew Copp
Andrew Copp (Ann Arbor, Míchigan, 8 de julio de 1994), apodado Copper, es un jugador profesional estadounidense de hockey sobre hielo que se desempeña en la posición de centro en Detroit Red Wings, equipo de la National Hockey League (NHL).

## Carrera
Fue seleccionado en la cuarta ronda en la NHL Entry Draft de 2013. En 2014 hizo su debut profesional con el equipo Winnipeg Jets, en el cual jugó ocho temporadas (2014-2021), después pasó a New York Rangers (2021-2022), luego a Detroit Red Wings, donde lleva jugando dos temporadas.